# عزيز أحمد باشا اللاز
عزيز أحمد باشا اللاز (بالتركية: Laz Aziz Ahmed Paşa)‏ كان الصدر الأعظم للدولة العثمانية في الفترة ما بين فبراير 1811 حتى يوليو 1812. تُوفي في مارس 1819 بمدينة أرضروم.